# Вільшана (Роменський район)
Вільшана — село в Україні, центр Вільшанської сільської громади у Роменському районі Сумської області. 

## Географія

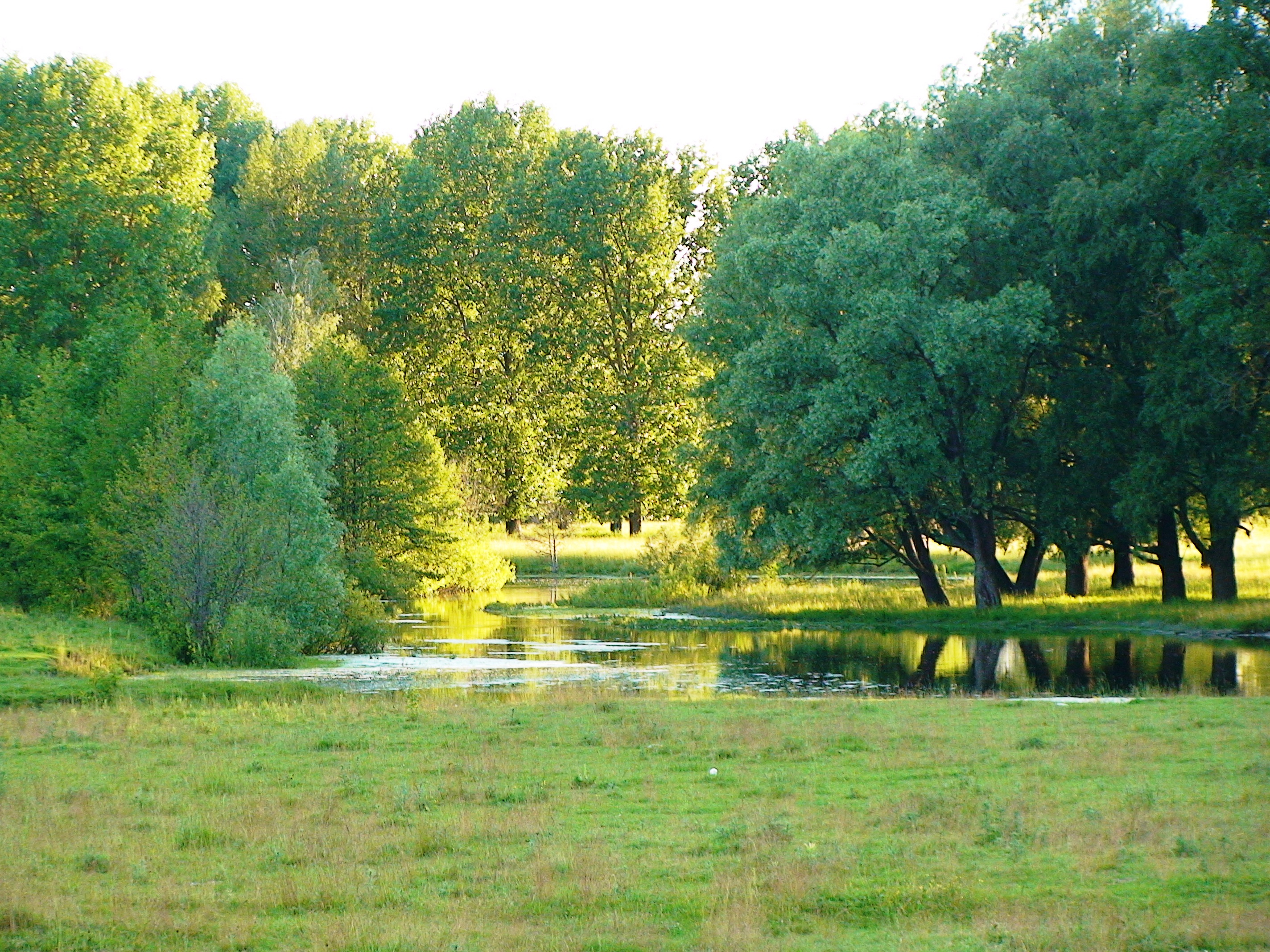
Природа

Ще у скіфські часи на родючих землях у заплавах річки Сула охоче селилися люди, тут проходило будівництво Посульської оборонної лінії. Вільшана розташована на лівому березі Сули в місці впадання в неї річки Вільшанка, вище за течією на відстані 2,5 км розташоване село Філонове, нижче за течією примикає село Віхове. Поруч проходить автомобільна дорога Н07.

## Історія

### Коротка історія виникнення села
Точних даних про те коли було засноване село історія не зберегла, але відомо, що воно утворилося набагато раніше за такі міста, як Лебедин, Охтирка, Суми, Харків.
В історичній літературі знайдені перші згадки про Вільшану датовані 1609 роком: «Ольшанские козаки с козаками приселков Городища и Бобрика, рушились в Веприк збуйно з старшинами Кислым, Манилом и Сычем, иншие до рушення того з полковником Самойловичем перебували у Гадяча и мусили бути при Коломаце».
Це свідчить про те, що на той час Вільшана, як населений пункт вже існувала і вважалась військово-адміністративною одиницею, оточеною річками Вільшанкою, Попадьєю, Сулою, які становили досить вигідне природне укріплення для місцевих жителів.
Входячи до північно-східної окраїни Польської держави, Вільшана часто зазнавала нападів з боку кримських татар, тому тривалий час ця територія була майже не заселена. Але вигідне географічне положення та сприятливі природні умови стали каталізатором нової хвилі колонізації.
Першими жителями слободи стали переселенці з Правобережної України, які тікали від гніту Польської шляхти.
У 1647 р. при розмежуванні кордонів між Польщею і Російською Імперією Вільшана була приєднана до останньої «…на усть речки Ольшанки, выше Недригайлова у пяти верстах, острог и слобода Ольшанная». Це був уже визначний на той час укріплений пункт "…заселенный и построенный детьми боярскими и отчасти «черкасскими».
Після завершення визвольної боротьби українського народу під проводом Богдана Хмельницького Вільшана та інші населені пункти лівобережної України була підпорядкована Російській Імперії і як сотенне містечко — приєднана до складу Сумського слобідського полку.
Події Північної війни, що на одному з її етапів відбувалися на території нинішньої Сумської області, не обминули і Вільшану. В листопаді 1708 р. московський цар Петро І проїздом із села Хоружівки до села Марківки, де стояв на той час Сумський слобідський полк, зупинявся у селі Вільшана у полкового судді Івана Пустовойтова і подарував йому на згадку срібний кубок.
У грудні цього ж року у Вільшані відбулася битва зі шведами. Вільшанці разом з деркачівцями брали участь в обороні Недригайлова. Але зазнавши невдачі при його штурмі, шведи розгромили слободу Вільшану. Ось як про це пише літописець: «Року 1708 шведы конные и пешие всю слободу Ольшану разогнали, а казаки баталь чинили з шведами до самого Городища, и пощады не було од шведов никому».
У другій половині XVIII століття Вільшана була вже значним населеним пунктом краю. Сотенне містечко, а з 1765 р., після ліквідації слобідських полків, військова слобода Межирицького комісарства, Сумської провінції, Слобідсько — Української губернії. Вільшана на 1773 рік мала 3448 жителів, зокрема 2632 так званих військових козачих обивателів і 751"подданих черкасс", тобто закріпачених.
Закріпачені у Вільшані з'явилися у другій половині XVIII століття, коли частину Вільшани та значну кількість землі навкруги неї царський уряд подарував на «…вечное потомственное владение» сотнику Степану Пустовойтову. Нащадки Пустовойтова володіли землею і кріпаками до реформи 1861 року.
Великої шкоди завдавали Вільшані в ці роки стихійні лиха. У 1774 р. жителі слободи пережили страшенний голод, який стався через посуху і недорід. У 1783 р. частина Вільшани — Загребелля, була знищена пожежами. У 1831 р. у слободі від холери за один місяць померло 199 жителів, а у 1848 р. — 227.
Скасування кріпацтва у Росії помітно відбилось і на становищі Вільшани. Після реформи 1861 року в селі утворилися дві сільські громади: вільних селян і колишніх закріпачених селян.
Скасування кріпосного права, зростання фабрик і заводів потребували більш грамотних людей. У цей час у селі відкриваються дві церковно-парафіяльні школи, а у 1883 р., за ініціативою громади в інтересах заможних верств села Вільшини та навколишніх сіл, була відкрита двокласна школа, у якій навчалося 98 хлопчиків і 7 дівчаток.
У 1907—1912 роках земство збудувало у селі початкову школу, лікарню та ветпункт.
У селі виникають підприємства легкої та харчової промисловості. У після реформовий період і аж до 1910—1912 років тут працювали пивний (за Сулою) та селітряний заводи, на яких працювали десятки найманих працівників. Відкривалися ремісничі майстерні з обробки металу (кузні).
У 1906—1916 роках у селі були створені кредитне та споживче товариства.
З розвитком капіталізму поширюються товарні відносини і у Вільшані. У селі діяло 13 крамниць і шинків, які належали заможним мешканцям села. Раз на тиждень, щосуботи, влаштовувалися базари, а також 5 разів на рік проводилися багатолюдні ярмарки, що тривали 3-4 дні.
Основними товарами на ярмарках були велика рогата худоба, коні, тканини, готовий одяг, кожухи та інші кустарні вироби. Взуття ні в магазинах, ні на ярмарках не було, його виготовляли на замовлення кустарі вдома. На ярмарки приїжджали заготівельники худоби та сільськогосподарської продукції з Лебедина, Сум і навіть із Харкова.

### Період після більшовицького перевороту 1917 року
Настали страшні роки постпереворотного занепаду, які були викликані приходом до влади атеїстичного, богоборчого та царевбивчого більшовицького режиму, громадянською війною, комуністичним геноцидом всіх народів колишньої Російської Імперії тощо…
Але коротко зупинимося лише на статистиці.
У квітні 1922 року, з п'яти сільрад була утворена Вільшанська волость. Відбулися вибори та утворений Вільшанський волосний виконавчий комітет. Першим головою якого було обрано Ігнатенка Євдокима Пантелеймоновича.
У вересні 1923 р. був утворений Вільшанський район, до якого увійшли 9 сільських Рад: Вільшанська, Пушкарська, Зеленківська, Товстянська, Гутнянська, Велико-Будківська, Деркачівська та інші..
Поступово в селі Вільшана почали відновлювати свою роботу або були створені нові кооперативні організації та споживча кооперація, кредитне товариство, артіль «Будівельник», товариства «Пчеловод» і «Садоогород», промартілі «Селянин», «Мірошник», почали діяти агродільниця, ветеринарний пункт, черепично-бетонна майстерня тощо.
На базі початкової школи була відкрита семирічна школа, у якій навчалося понад 300 учнів, відкриті клуб, бібліотека, хата-читальня, лікарня, аптека та ін.
У 1924 році вже діяли дві групи по ліквідації неписьменності, які нараховували понад 100 осіб. У 1929 р. призначено районного уповноваженого з ліквідації неписьменності — кандидата у члени більшовицької партії вчителя Пономаренка. Значна робота проводилася також серед жінок, про це свідчить жіноча безпартійна районна конференція Вільшанського району та жіночі збори села, що відбулися 8 березня 1924 р.
Уже на початку 1927—1928 навчального року кількість учнів зросла настільки, що існуючі навчальні приміщення не могли вмістити у своїх стінах ту молодь, яка бажала вчитися.
У 1928 році Вільшанський райвиконком ухвалив рішення про будівництво стандартного двоповерхового приміщення семирічної школи. Будівництво школи здійснювали за участю всього населення Вільшани та навколишніх сіл, і у 1930 р. воно було завершено.У 1931—1932 навчальному році юнаки та дівчата Вільшани й навколишніх сіл уже навчалися в новому, світлому і просторому, приміщенні.
В 1928 р. в селі з'явилось електричне освітлення.
На той час у Вільшані, як і в інших навколишніх селах, переважали невеликі приватні селянські господарства, які обробляли свої наділи самостійно.
Але більшовизм не міг допустити приватної власності, підняття соціального статусу населення до рівня передреволюційних часів Російської Імперії. Після порівняно стабільної епохи так званого НЕПу настав час лютої та безжалісної колективізації. Так, в 1929 р. за допомогою більшовицького терору, місцевих активістів-пройдисвітів було конфісковано людське майно та земля і у селі розпочалася масова, «добровільно — примусова» колективізація селянських господарств. Вже на весну 1930 року 810 селянських дворів були об'єднані в єдине колективне господарство «Перемога».
Першим головою цього колгоспу було обрано Тертичного Павла Олексійовича. На основі суцільної колективізації в селянських господарствах земля, худоба та сільськогосподарський реманент перейшли до колгоспу. Та все ж економічно колгосп був занадто слабкий. У 1931 р. колгосп «Перемога» був реорганізований. На базі його утворено чотири колгоспи «Перемога», «Новий Світ». «Колективіст-ударник» та імені Будьонного.
Невтішні виробничі показники новостворених колгоспів стали каталізатором пошуку і покарання «винних», наслідком якого став штучно створений голод 1932—1933 років, який не оминув і Вільшану. На жаль через ретельне приховування радянським режимом правдивої інформації достеменно не відома реальна кількість померлих від голоду в ті страшні роки. Дослідники і краєзнавці знайшли документальне підтвердження більш як ХХХХ таких випадків.
З метою надання всебічної матеріальної та організаційної допомоги, підготовки колгоспних кадрів весною 1931 р. у Вільшані була створена МТС.
На початку організації МТС мала у своєму розпорядженні лише один трактор марки «Фордзон», до трьох десятків двигунів, декілька молотарок та дрібний сільськогосподарський інвентар.
При школі була створена капела бандуристів під керівництвом Андрусенка, яка брала участь у огляді художньої самодіяльності району і області. На базі семирічної школи була відкрита середня школа.
У 1934 році у Вільшані виходила газета «Прапор Ударника» накладом 1000 примірників. 28 листопада 1934 року вона повідомила про створення при політвідділі місцевої машино-тракторної станції сільськогосподарського технікуму для навчання колгоспного активу. У технікумі навчали «…що і на якому ґрунті сіяти, знати закони і політику; чим, коли і яку тварину годувати, вчитись грамотно писати і читати». В технікумі було відкрито такі відділення:
1. Відділення підготовки голів колгоспів.
2. Відділення підготовки бригадирів польових і тракторних бригад.
3. Відділення підготовки редакторів колгоспних газет.
4. Відділення з підготовки рахівників.

Вільшанський район у 1930 р. був ліквідований, і Вільшана увійшла до складу Недригайлівського району Чернігівської області. Із створенням у 1932 році Харківської області Недригайлівський район із його сільрадами увійшов до її складу, а у 1939 увійшов до складу Сумської області.

### Велика вітчизняна війна
З перших днів війни майже 450 жителів села Вільшана були мобілізовані до лав Червоної Армії та пішли на фронт.
У повній ворожій окупації село Вільшана перебувало з жовтня 1941 року по 9 вересня 1943 року, тобто майже 23 місяці. Упродовж цього часу в Недригайлівському районі діяла влада військового управління в особі місцевої комендатури (ортс-комендатура), яка мала забезпечувати повну покору населення окупаційній владі та максимально використати економічні та трудові ресурси в інтересах «великої Німеччини».
Всі жителі з 15-ти річного віку бралися на облік і залучались до безоплатних робіт в «общинних господарствах», у які окупанти перетворили колгоспи, на шляховому будівництві та на інших роботах. Населення обкладалось обтяжливими грошовими і натуральними податками у вигляді м'яса, молока, яєць, інших продуктів харчування. Існувала також система штрафів.
Для населення окупанти ввели велику кількість різних заборон і обмежень. Люди позбавлялись права на зміну місця проживання без дозволу окупаційних властей, виходити на вулицю від 18-ї до 5-ї години, різати худобу, приймати осіб, які не належать до
В роки окупації на каторжні роботи до Німеччини було вивезено 366 вільшанців.
За роки окупації Вільшанська сільська рада зазнала значних матеріальних збитків. Під час свого відступу у вересні 1943 року фашистами повністю було спалено село Рудка.
Значна шкода була завдана колективним господарствам. Ось до вашої уваги лише один документ.
«Акт о нанесения ущерба немецкими оккупантами хозяйству колхоза „Новий світ“ Недригайловского района по состоянию на 23 октября 1943 года»
Время организации колхоза — 1932 г., наличие земли 1200 га. Имел 5 старых и приспособленных помещений для скота, кузницу, кирпичный завод, ветряк. с.-х. инвентарь, 188 рабочих лошадей и волов, 110 коров и быков, 182 овцы, 45 свиноматок, 140 пчелосемей. Выращивал зерновые, свеклу, картофель и другие культуры. Словом, медленной, но умеренной поступью вел крестьян к лучшей жизни, ничем не угрожая фашистской Германии.
Нежданно налетели оккупанты, стали уничтожать, грабить все, что с великим трудом было коллективно нажито за 10 лет.
Вільшана була звільнена 9 вересня 1943 року військами Воронезького фронту, що прославилися в боях за м. Суми, підрозділами 38-ї Армії генерал-лейтенанта Н.Є Чібісова, бійцями 1140-го стрілецького полку 340-ї Сумської стрілецької дивізії, 797-го стрілецького полку 232-ї Сумської стрілецької дивізії, воїнами 167-ї Сумсько-Київської стрілецької дивізії.
Сто троє воїнів визволителів знайшли свій останній притулок у братській могилі в с. Вільшана на якій у повоєнні роки збудовано Меморіальний комплекс.
В боях за батьківщину брали участь понад 700 наших земляків. Не повернулися з фронту 431 солдат. Понад 230 вільщанців нагороджені орденами і медалями. Звання Героя Радянського Союзу присвоєне Денисенко Михайлу Івановичу, а Рибалко Василь Матвійович став повним кавалером ордена Слави.
Всього за роки війни Вільшанська сільська рада втратила більше 600 жителів.

### Повоєнні роки
Поступово після війни село піднімалось із руїн. Відбудовувались колгоспи, МТС, школа, лікарня. Збудоване типове приміщення тракторної майстерні МТС.
В 1947 році, у Вільшані створене Недригайлівська автотранспортне підприємство АТП — 1838 (згодом АТП — 15943), для перевезення вантажів і забезпечення населення пасажирськими перевезеннями.
Якщо в 1958 році в АТП -1838 налічувалось лише 55 автомобілів, то в 1968 році він уже мав 78 вантажівок, 15 автобусів, 4 спеціальних і легкових автомобілів.
У селі було збудовано автостанцію через яку щодня проходило понад 50 автобусів.
Ще в 1958 році у Вільшані було збудовано і введено в експлуатацію держмлин, що переробляв 21 тону зерна за добу. Пізніше на його базі було створено Недригайлівський завод продовольчих товарів, який мав цехи: крупорушний, олійницю, вальцевий, безалкогольних напоїв, з виробництва цукерок і печива, ковбасний, комбікормовий.
У 1963 році збудоване і здано в експлуатацію добре обладнане приміщення аптеки.
У 1965 році Вільшанським споживчим товариством, яке обслуговувало територію п'яти сільських рад з чисельністю населення близько 8 тис. осіб, була збудована чайна "Сула " на 100 місць.
Відкриті лазні при відділенні "Сільгосптехніки " та АТП — 15943.
У 1967 році в селі збудовано цегельний завод, виробнича потужність якого становила 3 млн шт. цегли на рік.
Історія села нерозривна з історією сільськогосподарських підприємств.
В 1950 році відбулось об'єднання колгоспів у два господарства — колгосп ім. Леніна і колгосп ім. Будьонного. А в 1959 році відбулось злиття і цих господарств у колгосп ім. Леніна. 
Колгосп іменні Леніна об'єднував 8 населених пунктів, у яких налічувалось 998 дворів колгоспників із населенням 3196 осіб. За колгоспом було закріплено 6166 га землі, з якої 4462 га орної, 303 га луків, 36 га садів, 62 га тутових насаджень, 281 га лісу.
На той час у колгоспі були створені молочно товарна ферма, свиноферма, вівцеферма, пасіка на 342 сім'ї, два млини простого помелу.
У 1959 році колгоспом було збудовано Будинок культури.
Найбільш потужно і динамічно колгосп, а з ним і с. Вільшана розвивалися у 70-х, 80-х роках минулого століття.
```
Станом на 01.01.1990 року колгосп мав три виробничі дільниці, три тракторні бригади, три зерносклади, склади запасних частин, паливо мастильних, будівельних матеріалів, автопарк, 6 молочнотоварних ферм, 2 свиноферми, птахоферму, 3 власні млини, пилораму, плотню, крупорушку, хлібопекарню, власну інкубаторну станцію тощо.
```

Чисельність поголів'я сільськогосподарських тварин становило: ВРХ — 2628 голів, вт.ч.- корів 1055 голів, свиней — 942 голів.
птиці — 7826 голів, бджолосімей — 400 шт.
За результатами господарської діяльності у 1989 році колгоспом імені Леніна було вироблено:
```
      - зернових і зернобобових – 6379 т.
      - цукрового буряка – 17381 т.
      - соняшника – 151,2 т.
```

Виробництво тваринницької продукції становило:
```
   - молока – 2858,5 тон.
   - м'яса худоби та птиці в живій вазі – 461,4 т.
```

Станом на 1.01.1990 року колгосп мав потужну матеріально-технічну базу: Тракторів — 56 шт.,
Зернозбиральних комбайнів — 16 шт.,
Бурякозбиральних комбайнів — 4 шт.,
Автомобілів — 55 шт.,
іншу сільськогосподарську техніку.
Інкубаторним цехом колгоспу за 1989 рік вироблено для реалізації населенню 163615 добових каченят, 10828 гусят та 22252 голови добових курчат.
Завдяки високим показникам господарської діяльності, протягом цього періоду, колгоспом поряд із виробничими об'єктами: новими складськими приміщеннями, новими ангарами для зберігання сільськогосподарської техніки, сучасними майстернями з усім необхідним обладнанням на кожній з трьох тракторних бригад, 16 новозбудованих корпусів тваринницьких приміщень, інкубаторним цехом автогаражем на 60 автомашин, автозаправками, адміністративним приміщенням та іншими виробничими об'єктами, розбудовувалась і соціальна інфраструктура села: збудовано дитячий садок, 16 квартирний житловий будинок, 15-ть індивідуальних житлових будинків садибного типу, за кошти сільськогосподарського підприємства і його бригадою прокладено близько 20 км асфальтованих доріг вулицями сіл Вільшанської сільської ради. Профінансовано роботи з будівництва підвідних газопроводів до сіл Білоярське і Вільшана протяжністю близько 10 км, а також частину вуличних газопроводів загальною довжиною близько 19 км.

### Незалежна Україна
У 1995 році проведено розпаювання земель КСП ім. Леніна. Земельні паї отримали більше 1000 колгоспників.
У 1997 році КСП ім. Леніна реорганізоване у Сільськогосподарське закрите акціонерне товариство «Вільшана», яке здійснювало свою господарську діяльність до 2006 року.
З 2006 року землі і державної і приватної власності, на території Вільшанської сільської ради оброблялись новим сільськогосподарським підприємством Вільшанським відділком ДП «Нафком Агро» на умовах оренди.
З 2011 року, на території Вільшанської сільської ради виробничу діяльність здійснюють три сільськогосподарські підприємства СТОВ «Дружба Нова», ТОВ АФ «Фрунзе», ТОВ «Слобожанщина Агро». Виробництво продукції птахівництва здійснює ПП «Пташине подвір'я».
У 2013 році на базі збанкрутілого ВАТ «Вільшана РП» розпочало діяльність ТОВ «Натур Світ» з переробки і спецій.
Початок 2000 років став періодом активного розвитку в селі Вільшана малого підприємництва. В Цей час почали діяти 11 магазинів з торгівлі продовольчими і промисловими товарами, 4 заклади громадського харчування, дві станції з ремонту і технічного обслуговування автомобілів, цехи з переробки деревини і виготовлення столярних виробів, підприємство з виготовлення виробів з металу: опалювальних котлів, обладнання та запасних частин для сільськогосподарських машин та механізмів тощо.
Силами учасників художньої самодіяльності в селі Вільшана постійно проводяться культурно мистецькі заходи концерти, вечори відпочинку, Дні села Вільшана та села Білоярське. В 2014 році два самодіяльних колективи Вільшанського сільського будинку культури здобули звання самодіяльних народних.
- 12 червня 2020 року, відповідно до розпорядження Кабінету Міністрів України № 723-р «Про визначення адміністративних центрів та затвердження територій територіальних громад Сумської області», село увійшло до складу Вільшанської сільської громади[1].
- 19 липня 2020 року, в результаті адміністративно-територіальної реформи та ліквідації  Недригайлівського району, громада увійшла до складу новоутвореного Роменського району[2].

## Розширена історія виникнення села
Численні письмові свідчення про Вільшану визначають дату — 1609 р. Недригайлів — не раніше 1638 року. В цей час виникли Ч.Слобода, Коровинці, Курмани. З 1644 р. відомі Хоружівка, Беседівка, з 1665 р. — Гринівка, Томашівка. На початку XVIII ст. заселена Сакуниха, або, як тоді її називали, Сакунова Слобода, в 1730 р. — Деркачівка. В першій половині XVIII ст. виникла Рубанка, в 1778 р. — Козельне, наприкінці XVIII ст. — Засулля, у другій половині XIX ст. — Іваниця, Зеленківка.
Багато питань остаточно не вирішено з топонімікою різних географічних та історичних об'єктів. Зрозуміло, що багато назв кореняться у мовах народностей, які свого часу мешкали на певній території. Найдавнішими за походженням є назви природних об'єктів і в першу чергу — гідронімів, тобто водойм. Найбільшою річкою краю є Сула, басейн якої здавна був територією проживання багатьох племен. З погляду історичного взагалі важко сказати, коли вперше з'явилася назва цієї річки. Проте, у літописному рядку назва Сули вперше виразно звучить у літописця Нестора. «Слов'яни сіли на Десні, і по Сейму, і по Сулі і назвалися сіверянами» — читаємо у «Повісті минулих літ».
Річка Сула, ліва притока Дніпра, бере початок у балці південніше хутора Зелена Роща, що в Лебединському районі, несе свої води до Дніпра, багато разів змінюючи напрям течії. Довжина її біля 435 кілометрів, середня глибина 6,4 метра. Річка має 98 приток. З 1935 по 1941 рік на відрізку між с. Вільшана нашого району і м. Ромни по Сулі перевозилось чимало народногосподарських вантажів. Річка впадає в Дніпро 4 рукавами на території Полтавської області біля с. Чигиран-Діброва. Назва Сули в дослідженнях учених має багато тлумачень. Топоніміку її одні дослідники виводили від слов'янських коренів, інші — від балтійських чи іранських. Одні зв'язують назву з основою Сул: Сулище, Сулка, інші з Су-: Сура, Суда, Сума, деякі від назви риби: сула, сулак, «щука», «судак».
Доцент Є. О. Черепанова з Сум вважає переконливішою версію про походження назви Сули від тюркського слова сулца, що означає «мокре місце». Вчений В.Милорадович у минулому столітті засвідчив: «місцеві жителі ототожнюють назву Сула з усякою взагалі річкою, говорять у множині — сули». Це дійсно так, адже «су», «су(у)» в тюркомовних народів означає «вода», «струмок», «річка», «озерце», а «сула» — «непрохідне болото», «непрохідна річка». Деякі дослідники це слов'янське слово порівнюють з норвезьким soyla — «мул», «трясовина» та шведським saula — «грязь», «багно». До речі, назва іншої річки — Тваньки теж в основі має похідну від понять бруд, грязь, багно 23. Північна війна між Росією та Швецією тривала 21 рік. Україна теж була втягнута в збройний конфлікт.
Після того, як шведський король Карл XII поставив на коліна союзників російського самодержця польського короля та саксонського курфюста, його армія завернула в Україну, де чекав гетьман І. С. Мазепа. Коли війська ворога у 1708 р. ввійшли на Слобожанщину, то зустріли там справді сильний опір. А тим часом у Недригайлові був зачитаний маніфест Петра І від 6 листопада 1708 року, який повідомив про вступ шведської армії на територію України та закликав малоросійський народ до боротьби з ворогом — шведами та мазепинцями. Україна перетворювалася у військовий табір, міста — у фортеці, жителі — у воїнів. Цар обіцяв, що «кто из малороссийского народа из неприятельского войска» візьме в полон генерала, то отримає 2000 карбованців, полковника — 1 тис., за солдата — 5 карбованців, а «за убиение каждого неприятеля, по свидетельству явному» обіцяно було по 3 карбованці 42.
Але не заради грошей недригайлівці брали до рук зброю. Укріплення в місті були недосконалі і далеко не в найкращому стані, та цей недолік компенсувався героїзмом і відвагою місцевих жителів. Під час Північної війни населення містечка виявило виняткову мужність і стійкість у боротьбі проти шведських військ. Обставини склалися так, що 18 листопада 1708 року інтервенти вступили в місто Ромни, яке за три десятки кілометрів від Недригайлова. Це становило реальну загрозу нападу на містечко, яке мимоволі стало важливим пунктом у планах російського командування. Шведи залишились у Ромнах і, розквартирувавшись по навколишніх селищах на зиму, проводили вилазки. Разом з козаками вірного гетьманові Мазепі роменського сотника Грицька Пирозького шведи робили раптові наскоки на околиці Недригайлова та інші населені пункти. Це спонукало місцеве населення вжити рішучих заходів по обороні сотенного містечка. Вже в першій половині листопада 1708 року в нашому краї стояла справжня зима з морозами та снігом. Недригайлівці чекали нападу військ «Карлуса шведского» з дня на день.
Воєвода міста Фрол Висковатий наказав сховати в найукріпленішій частині міста все найцінніше і всім жителям передмістя негайно перейти туди. А тим часом у новій гетьманській резиденції м. Глухові у жовтні 1708 р. обрали нового гетьмана І.Скоропадського. Закінчивши вибори «изрядным веселием при пушечном стрелянии», 17 листопада 1708 року Петро І відбув до Путивля, а потім побував у Тернах та Хоружівці, де дислокувалася російська піхота і кавалерія, відвідав Вільшану, Марківку та інші села. У Вільшані цар обідав у судді Івана Пустовойта і подарував йому на згадку срібний кубок. У Хоружівці конфіскували майно прихильника Мазепи лубенського полковника Григорія Гамалії. «Зело довольно обрели хлеба, у скирдах стоящего… Также и вина сыскали бочек с тридцать».
З Вільшани царська свита рушила в Марківку, де знаходилась ставка. А 23 листопада там відбулося урочисте гуляння на честь дня народження А.Меншикова. Та головні події ще були попереду. Шведи після невдалої спроби захопити місто готували ще одну акцію проти непокірних недригайлівців. Цар Петро, довідавшись про недригайлівську оборону із донесення Меншикова, 15 грудня 1708 р. спорядив на допомогу загін донських козаків на чолі з отаманом капітан-поручиком Д.Ушаковим, ад'ютантом Петра, пославши йому 14 грудня наказ такого змісту: «Господин капитан-поручик, по получении сего указу казакам всем, которые с вами есть, вели идти к Недригайлову, а сам ты одною своею персоною поезжай, не мешкав, к господину генералу Аларту, и что он вам прикажет делать, и то по ево приказу исполняй неотложно. А казаки бы конечно стали у Недригайлова завтра, тоесть декабря 15-го дня к вечеру». Через два тижні після невдачі 30 листопада захопити з ходу Недригайлів, шведські солдати знову підступили до сотенного містечка. Однак і цього разу населення міста, підтримане донськими козаками, відбило ворожий наступ. У цьому бою багато шведських солдатів було вбито, захоплено в полон, а решта відступили. Козаки взяли в полон шведського ротмістра та кількох солдатів, а «інших забили, або гнали під самий Ромен», як доповідав Меншикову козачий отаман Ушаков.
Після такої невдачі шведи більше не наважувалися підходити до містечка і облишили непокірний Недригайлів. Вони продовжили свій марш у напрямку Гадяча. Стійкість захисників Недригайлова скувала значні сили противника. За мужність і відвагу Петро І висловив місцевим жителям щиру подяку і, за народними переказами, удостоїв нечуваної честі своїм візитом жителів сотенного містечка, де «по обыкновению своему» читав у церкві на літургії «Апостол». За Сулою на горі знаходяться рештки укріплень гетьмана Мазепи, від чого це місце називають Мазепиною горою. Скоріше всього самого опального гетьмана там ніколи не було, а лише базувалися вірні йому козаки. Відомо, що в 1708—1709 рр. табір мазепинців був оточений глибоким ровом, а на горі у погребі, викладенім деревом, зберігались боєприпаси. В першій половині XIX ст. клопотами графа Ю. О. Головкіна там була збудована «красивая беседка», де подорожні могли відпочити і напитися криничної води. До нашого часу збереглися легенди про мазепинські скарби.
Розказують, що, відступаючі козаки з гори скочували в Сулу бочки з золотом, які буцім-то й досі лежать на її дні. На початку грудня 1708 р. царським урядом було оголошено, що хто знайде скарби Мазепи, тому належатиме половина. До речі, мазепинські скарби згодом були виявлені в Білій Церкві, Любецькому замку, Києво-Печерській лаврі та інших місцях. Маєтки опального гетьмана та його прихильників були розгромлені місцевим населенням або каральними загонами Петра І. Численні легенди про сховані на Мазепиній горі дорогоцінності досі хвилюють уяву шукачів скарбів. Розказували й таке, що кілька десятиліть тому двоє не місцевих молодих людей попрохали колишнього лісника показати могилу під Мазепиною горою, назвавшись родичами покійного. Відвідавши могилу через певний час, дід виявив, що вона розрита на півметра в глибину і так залишена. Нині покійний В. Я. Стецюра згадував, що ще до війни хлопці принесли з Мазепиної гори на Бродок бронзове погруддя якогось вельможі, мабуть ще періоду XVIII ст. М. О. Коваль з Недригайлова розповідав, що в далекому дитинстві він з хлопцями надибав біля підніжжя гори цегельний звід з важкими дверима і вхід до якогось схрону. Тут же знайшли великих розмірів замок. Розповідали і про німецького барона, який мав книгу, де описувалося про скарби біля Мазепиної гори.
Цілком можливо, що скарби ще чекають своїх відкривачів. Відомо, що з часу виникнення Недригайлівщини сюди на поселення приходили люди з різних країв як України, так і Росії. Українці-переселенці, які прибували на Слобожанщину, в офіційних російських документах називалися «черкасами» і поділялися на «начальних», «рядових» або ще «пашенных» та «мищан»52. Українських переселенців називали «пашенными черкасами». Таку назву вони отримали завдяки основному заняттю — землеробству. Місцеве населення ставилося до переселенців без особливих симпатій, оскільки були від них в «тесноте» і з ними «государевым людям в Недригайлове жить немочно». В одній із численних відписок середини XVII ст. недригайлівський воєвода згадує, що в місті «служилых людей» було не багато, тому цивільне населення теж виконувало військові функції. Починаючи з 50-х років XVII ст. у Недригайлові почало переважати українське населення. Основну масу населення фактично складали селяни, яких можна назвати й міщанами, бо чітке розмежування провести складно. Селяни, як окремий стан, з'явилися в цих краях одночасно з козаками. Вони швидко оселялися як вільні хлібороби, зберігаючи ще з Гетьманщини назву «посполиті». До царської скарбниці платили певний податок, але довгий час зберігали за собою право вільного переходу з місця на місце.
Дещо привілейований статус мали в Недригайлові козаки, які поділялися на дві категорії: козаків «виборних» (або компанійців) і «підпомічників». Виборні самі відбували службу, підпомічники ж (бідніші козаки) практично не служили, а допомагали виборним грішми, провіантом, амуніцією. У кожного компанійця могло бути від 2 до 7 підпомічників. Спершу фактично кожен переселенець мав право приписатися в козаки і взяти, на основі займанщини, ділянку землі. Таким чином володіння землею було тісно пов'язане з виконанням військових обов'язків. Більшість козаків-підпомічників не мала свого господарства і вимушена була жити при заможних козацьких сім'ях. Міщанами та селянами управляла міська ратуша Недригайлова. Поступово козацька старшина примушувала простих козаків і «пашенных людей» виконувати різні повинності на користь держави. Наприклад, заготовляти для війська сіно, лагодити мости, надавати свої підводи для перевезення чиновників. Про суспільне розшарування та кількісний склад Недригайлова деяке уявлення дають статистичні матеріали Харківського перепису 1660 року. На основі так званих розборних книг тих же років дослідник В.Сторожев подав таку статистику соціального складу населення Недригайлова: у місті, разом з селом Ольшанкою, проживало 489 козаків, 992 міщан та «пашенных людей», тобто 1481 особа чоловічої статі. Для порівняння: в Лебедині на той час мешкали 861 козак, 128 міщан, 224 «пашенных мужика» 53. У 1672 р. у Недригайлові служивих людей проживало 104 чоловіки. Крім козаків та селян — ремісники, купці, духовні особи, дворяни та «дети боярские» 54.
На кінець XVII ст. в місті нараховувалося 20 рейтарів, 20 солдат, 50 «недорослей», записаних у солдати, 21 донський козак, яким платили по 6 крб. та давали хліб, один «знаменщик» з жалуванням 9 крб. на рік. Також проживало 13 недригайлівських дворян та дітей боярських, які вже дістали відставку по службі в полку «за старостью и увечием», 6 пушкарів, 8 так званих міської служби черкас. На початок XVIII ст. у міському посаді мешкали козаки, священнослужителі та «всякие жилецкие люди»55. Відлуння деяких історичних подій долітало до стін сотенного містечка. Під впливом московського «мідного бунту» 1662 р. відбулися незначні виступи і серед козацько-селянських мас Слобожанщини. В Недригайлові зачитувався указ про розправу над учасниками бунту в Росії56. У 1668 р. загони гетьмана І.Брюховецького разом з татарами Кримського хана Калга-Султана з'явились неподалік Недригайлова. Шляхом розповсюдження чуток про те, що російський цар має намір передати українців польським панам, Брюховецькому вдалося залучити на свій бік частину українського населення сотенного містечка. Але більшість, разом із сотником П.Семеновим, залишалася вірною цареві.
Гетьман, перебуваючи в Гадячі, надсилав до Недригайлова «прелестные листы» з тим, щоб жителі підтримали його. Коли прихильники Брюховецького та союзники татари вдерлися до міста, то нещадно пограбували його, у тому числі храм Покрови Пресвятої Богородиці, розорили багато садиб, поранили попа Леонтія, якого потім в кайданах відвезли до Ромнів, де той перебував до наступного року. Козаки гетьмана різками та батогами посікли російських людей. «Переписная книга» Недригайлова, складена після вчиненої повстанцями пожежі, зберегла реєстр спалених та розорених садиб. Причину пожежі пояснює приписка, у якій говориться, що недригайлівські черкаси «их изогнали и в то число дворы их без остатку разорили»57. У 1669 р. жителі Недригайлова і присілка Ольшанки принесли повинну цареві, сповіщаючи, що їх силою змусили пустити до себе татар і повстанців. І, коли ті покинули сотенне містечко, жителі не забарилися заявити про вірнопідданість царю-батюшці. У відповідь на чолобитну московський монарх писав: «били нам челом недригайловцы сотник Павел Семенов со всеми недригайловскими, ольшанскими и с терновскими жителями… Велю их отдать и принять в подданство по-прежнему» 58. До речі, татари не вперше капостили в нашому краї. Збереглося свідчення, що 30 серпня 1658 р. до Путивля тікали недригайлівський піп Олексій Січень та вільшанський батюшка Ігнатій. На допиті вони повідомили, що на полі під Недригайловом їх схопили, пограбували й висікли татари. Також розповіли, що татари розбили Вільшанську слобідку, взявши в полон чимало людей, а з недригайлівцями бились усю ніч 59.
Численні письмові свідчення про Вільшану визначають дату — 1609 р. Недригайлів — не раніше 1638 року. В цей час виникли Ч.Слобода, Коровинці, Курмани. З 1644 р. відомі Хоружівка, Беседівка, з 1665 р. — Гринівка, Томашівка. На початку XVIII ст. заселена Сакуниха, або, як тоді її називали, Сакунова Слобода, в 1730 р. — Деркачівка. В першій половині XVIII ст. виникла Рубанка, в 1778 р. — Козельне, наприкінці XVIII ст. — Засулля, у другій половині XIX ст. — Іваниця, Зеленківка.
Багато питань остаточно не вирішено з топонімікою різних географічних та історичних об'єктів. Зрозуміло, що багато назв кореняться у мовах народностей, які свого часу мешкали на певній території. Найдавнішими за походженням є назви природних об'єктів і в першу чергу — гідронімів, тобто водойм. Найбільшою річкою краю є Сула, басейн якої здавна був територією проживання багатьох племен. З погляду історичного взагалі важко сказати, коли вперше з'явилася назва цієї річки. Проте, у літописному рядку назва Сули вперше виразно звучить у літописця Нестора. «Слов'яни сіли на Десні, і по Сейму, і по Сулі і назвалися сіверянами» — читаємо у «Повісті минулих літ». Річка Сула, ліва притока Дніпра, бере початок у балці південніше хутора Зелена Роща, що в Лебединському районі, несе свої води до Дніпра, багато разів змінюючи напрям течії. Довжина її біля 435 кілометрів, середня глибина 6,4 метра. Річка має 98 приток. З 1935 по 1941 рік на відрізку між с. Вільшана нашого району і м. Ромни по Сулі перевозилось чимало народногосподарських вантажів. Річка впадає в Дніпро 4 рукавами на території Полтавської області біля с. Чигиран-Діброва. Назва Сули в дослідженнях учених має багато тлумачень. Топоніміку її одні дослідники виводили від слов'янських коренів, інші — від балтійських чи іранських. Одні зв'язують назву з основою Сул: Сулище, Сулка, інші з Су-: Сура, Суда, Сума, деякі від назви риби: сула, сулак, «щука», «судак». Доцент Є. О. Черепанова з Сум вважає більш переконливою версію про походження назви Сули від тюркського слова сулца, що означає «мокре місце». Вчений В.Милорадович у минулому столітті засвідчив: «місцеві жителі ототожнюють назву Сула з усякою взагалі річкою, говорять у множині — сули». Це дійсно так, адже «су», «су(у)» в тюркомовних народів означає «вода», «струмок», «річка», «озерце», а «сула» — «непрохідне болото», «непрохідна річка». Деякі дослідники це слов'янське слово порівнюють з норвезьким soyla — «мул», «трясовина» та шведським saula — «грязь», «багно». До речі, назва іншої річки — Тваньки теж в основі має похідну від понять бруд, грязь, багно 23. Північна війна між Росією та Швецією тривала 21 рік. Україна теж була втягнута в збройний конфлікт.

## Населення

### Мова
Розподіл населення за рідною мовою за даними перепису 2001 року:
| Мова            | Кількість | Відсоток |
| --------------- | --------- | -------- |
| українська      | 2195      | 98.22%   |
| російська       | 35        | 1.57%    |
| вірменська      | 2         | 0.09%    |
| білоруська      | 1         | 0.04%    |
| румунська       | 1         | 0.04%    |
| інші/не вказали | 1         | 0.04%    |
| Усього          | 2235      | 100%     |

## Вулиці села

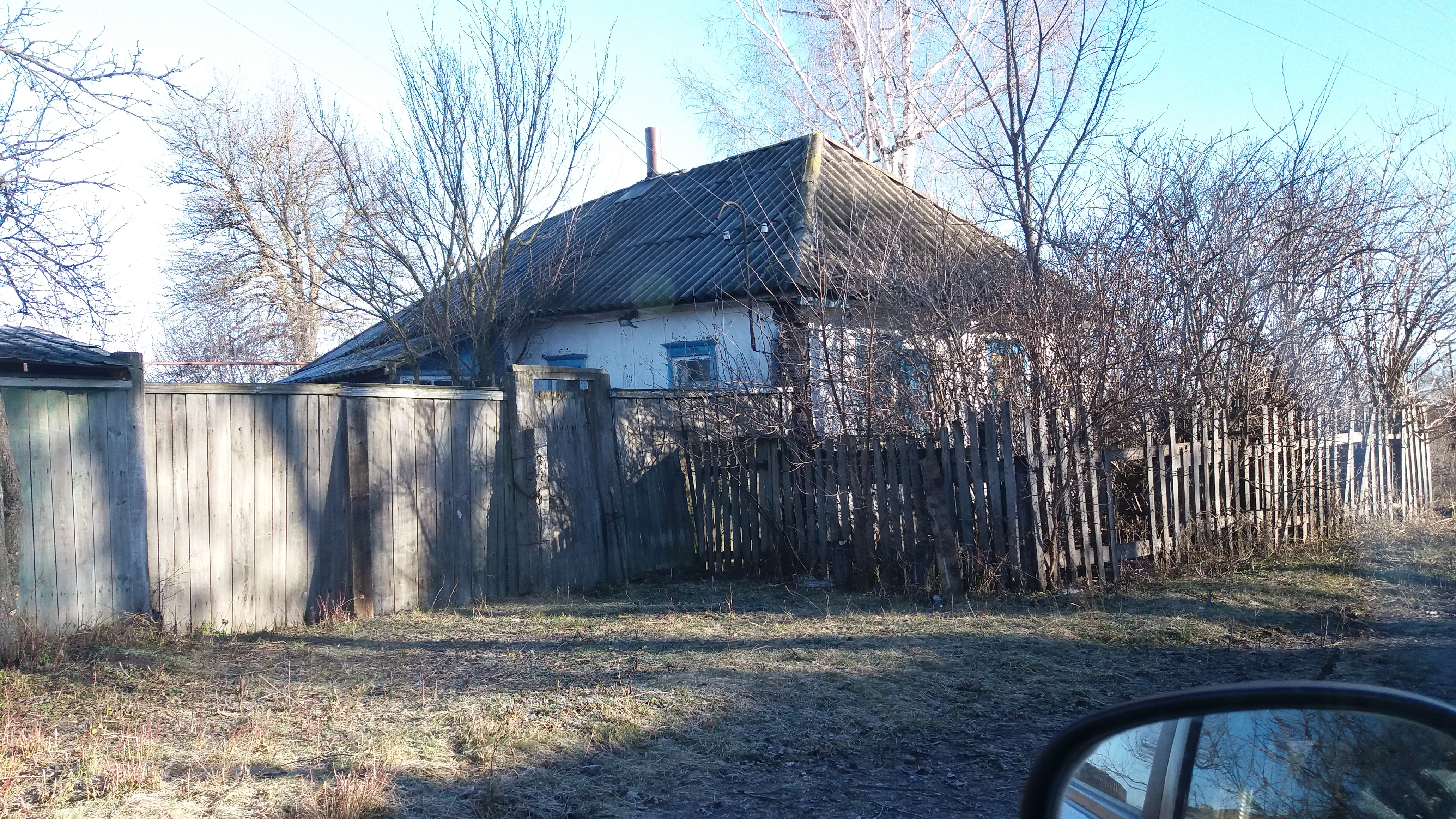
ул. Соборная с. Ольшана

Вулиці села Вільшана мають своєрідні символічні назви, які закріпилися свого часу в залежності від господарських чи культурних особливостей цих частин поселення. Майже кожна із вулиць села має по дві назви — офіційне та місцеве, закріплене в побуті, найменування.
Пробита — головна вулиця села. її давня назва походить від того, що тут був прокладений битий шлях (дорога, вимощена камінням та піском), який вів від Сум до Києва. Цим шляхом їздили чумаки у Крим по сіль. Ця вулиця була багата гостинними дворами, шинками. Славилася вулиця ковалями, саме на Пробитій стояла велика і красива кузня. Старі люди говорять, що колись на цій вулиці було помістя графині Шагової. У 1708 році через село саме по Пробитій проїздив російський цар Петро Великий. У 1870 році при церкві відкрилася перша церковно-приходська школа. Була побудована земська лікарня. На цій вулиці розташовувались: сільська рада, аптека, дитсадок, школа, РК, автопідприємство, зерносклад, лікарня, ветеринарна лікарня. У 1912 році була відкрита семирічна школа на честь 100-го ювілею Кутузівської битви. В селі за нею закріпилась назва — Кутузівська.
Вулиця Івана Франка носить ім'я українського письменника, і ця назва є офіційною. А також існує її просторічна назва — Закручена. Цю назву вулиця успадкувала через своє місце розташування. Вулиці, що розташувалися вздовж автотраси Суми-Київ паралельні одна одній. А між ними втішилась підковою вулиця Закручена. Якщо поглянути на неї з висоти, то розташування вулиці нагадує букву «З». Якщо більшість вулиць мають один вхід і один вихід, то Закручена має таких входів-виходів аж п'ять. Саме тому вона і має назву «Закручена». Раніше вона була зеленою і затишною вуличкою: хатки-мазанки близько тулились одна до одної. При виході з вулиці (на території сучасних ферм СЗАТ «Вільшана»), говорять старожили, був великий майдан, де часто проводились традиційні ярмарки, гулянки молоді. В наш час цю вулицю прикрашають добротні будинки, пишні сади та квітники.
Вулиця Роменська відігравала здавна провідну роль, адже вона входить в основну артерію дорожнього сполучення нашої країни. її найменування пов'язане із місцем розташування вздовж автотраси Суми-Ромни. Старовинна назва вулиці — Шлях. Вона походить від значення використання вулиці, адже це був головний шлях через село. Спочатку вона була вимощена бруківкою, а згодом поверх поклали асфальтове покриття. В минулому на цій вулиці розміщувалася церква, яка, на жаль, була знищена в роки колективізації, а на її місці була зведена контора артілі, нині тут знаходиться пожежна частина села. Невід'ємною складовою частиною Роменки є річка Сула, що протікає майже в городах.
Вулиця Горького розташована ліворуч від автотраси Суми-Київ, вона дуже віддалена від центру села — на 4 км. Раніше ця вулиця була окремим хутором, який мав назву Ходумент. З розповідей старожилів (Дараган Лідії Миколаївни, Канівець Віри Йосипівни, Шевченка Миколи Івановича) з'ясувала наступне. Заселення хутора розпочалося ще у XVII ст. У довоєнний період тут був створений колгосп, була збудована комора, тік, хата для нарядів. У 1947 році в Ходументі була відкрита школа, а в 1949 — магазин. У 1984 році вулиця була перейменована, їй присвоїли ім'я Горького, хоча в народі вона не прижилась. Навіть діти знають свою вулицю як Ходумент. На території Ходументу ростуть дві тополі — вони є свідками багатьох подій, адже посадив їх ще у XIX ст. батько Подоляки Марії Григорівни. Вона стверджує, що тополям років по 106—110. Висота тополь близько 30 метрів, обіймище стовбура — 1,5-2 метра. Є багато пропозицій щодо присвоєння деревам статусу Заповідне дерево. В різні боки від центру розходилися вздовж ярків поселення: Андрушки, Костьовичівщина. Назва «Андрушки» походила від того, що в кожній хаті був чоловік на ім'я Андрій (чи то дідусь, чи молодий чоловік). У протилежному боці, вздовж річечки Чистої, виникло поселення родини Мартиненка Романа Костьовича, то цей куточок так почали і називати — Костьовичівщина. Вулиця, яка зараз носить ім'я Миколи Островського, розташована на правому березі річки Вільшанка. Ця вулиця заснована в 1937 році, але спочатку тут було побудовано три будинки, а решту території відведено під МТС. У 1953 році директор МТС Бойко дозволив на території земель, що знаходились навколо, вести забудову, «щоб поменше під ногами плуталось худоби, бо люди з інших вулиць приводили туди на випас корів, овець, кіз». І за територією закріпилася назва Цапівка. (В роботі додається план вулиці Островського.) 70 років пройшло відтоді, як збудувалась вулиця, а стара назва залишилась і донині. Зараз на давній Цапівці знаходиться 37 будинків. Проте, вулиця Островського об'єднала в собі ще дві старовинні вулиці: Цибулянки і Ріпки. Шевченко Катерина Кирилівна розповідала, що на лівому березі річки землі орались і там вирощувалась городина: капуста, цибуля, кавуни, дині, картопля. Мало цього — щороку селяни збирали високі врожаї цих культур. Згодом на цій території дозволили будувати будинки і за новими вулицями закріпилися назви: Цибулянки та Ріпки.
На правому березі Сули, недалеко від Вільшани, біля Недригайлова археологи виявили сліди городища часів Київської Русі. У народі це місце називається Мазепиною горою, назва якого і говорить, власне, саме за себе. Городище займало мисоподібний вуступ-плато, який нависав над посульською долиною і з обох боків обмежувався ярами. Півтора століття тому залишки городища виглядали так: у північній частині воно було відрізане від «материка» досить глибоким ровом, за яким піднімався земляний вал, висотою до 3 метрів. У ньому — прохід, який тоді служив воротами. На території району знаходиться й одне з найграндіозніших городищ — В'яхань, що біля села Городище. В результаті ретельної археологічної розвідки вчені дійшли висновку, що городище Попаш також знаходиться поблизу Вільшани. Цьому літописному місту відповідає комплексний пам'ятник біля Засулля, розташований на правому березі Сули — 8 км на захід від річки Попадя. Укріплення Попаш вважають археологи, було розташоване на 500 м західніше від села Засулля. Збереглися залишки валу, що оточував містечко, висотою біля 3 м, і рів, глибиною 1,5 м та шириною 6 м. Назву городища пов'язують із назвою річки Попадя, лівої притоки Сули, оскільки архієпископ Філарет висловлював свого часу припущення, що городище слід шукати біля гирла цієї річки.
Цікаві історії лежать у назвах деяких лісів, полів і ярів Вільшани чи прилеглих територій.
Попів ліс, так про нього говорять у селі, розташований на одному із крутих схилів Андрушок (Ходумент). Канівець Віра Йосипівна розповідала, що цей ліс був посаджений ще за часів її молодості. Приїхав у село молодий піп разом із сім"єю. Громада допомогла побудувати хатину на одному з крутих схилів. Гола садиба здавалась для батюшки одинокою, і він разом із мирянами посадив там невеликий лісок, який згодом укріпив схил і став називатися — Попів ліс.
А наниз від схилу простягнувся яр, де стояла хижина баби Хвостихи. Баба жила одна на весь яр, тому все навкруги належало їй. Так і пішла назва — Хвостишин яр. В міру фонетичних змін, що відбулися в мовленні, маємо Хвостів яр.
Одне з найбільших полів Вільшани — Сталінське, вперше розоране в першій половині XX ст.
Дві найбільші місцеві річки, Сула і Вільшанка, слугують зручним і практичним місцем відпочинку, особливо влітку. Сула, наприклад, має ряд найменувань окремих місць купання: найбільш глибокі, помірно глибокі та мілководдя. Серед дітлахів молодшого та середнього шкільного віку популярною є «Тарілочка». Це — неглибоке безпечне місце на Сулі з піщаним дном і пологими берегами. «Острів» має свої особливості: посеред річки ніби є справжній острівець, тут дно ледь покрите водою, однак навколо нього дуже глибоко. Ще одним із найвідоміших місць відпочинку на річці є так звана «Ямка». Вона, зазвичай, має влітку най багатолюдніший пляж. Контрастна зміна глибини, від най мілкішого до найглибшого, вабить підлітків і дорослих. Місцем купання, плавання на човні та риболовлі є сульська «Широка». Дійсно, це одна із найширших і найглибших місцевих ділянок Сули.
Серед топонімічних назв опрацьованого населеного пункту, які вдало функціонують, немає нових, тобто таких, які виникли порівняно недавно.